# Hépatite F
Pour les articles homonymes, voir HFV.
Le virus de l’Hépatite F (en anglais, Hepatitis F virus ou HFV) est un virus à l’existence hypothétique et qui serait responsable d’une forme d’hépatite virale. Plusieurs virus candidats pour l’hépatite F ont émergé dans les années 1990, mais aucun des cas rapportés n’a été suffisamment étayé,,.
Plus récemment, en 1994 Deka et al. ont indiqué que des particules virales nouvelles avaient été découvertes dans les selles de patients atteints d’hépatites post-transfusionnelles, non-A, non-B, non-C, non-E. L'injection de ces particules, dans le sang de singes rhésus Indiens a provoqué une hépatite et le virus a été nommé virus de l’hépatite F, ou virus de Toga. D'autres investigations n'ont pas confirmé l'existence du virus et il a été radié de la liste des virus responsables d'hépatite infectieuse,.
Le dernier virus responsable d’une forme d’hépatite dont l’existence a été confirmée est celui de l'hépatite G.